# 21727 Rhines
21727 Rhines è un asteroide della fascia principale. Scoperto nel 1999, presenta un'orbita caratterizzata da un semiasse maggiore pari a 2,3273906 UA e da un'eccentricità di 0,1789774, inclinata di 7,30499° rispetto all'eclittica.